# 崔新萍
崔新萍（1957年2月—），男，湖北人，中国摄影师，八一电影制片厂摄影师，中国电影金鸡奖最佳摄影。